# هوغو فيلار
هوغو فيلار (بالإسبانية: Hugo Villar) هو طبيب وسياسي أوروغواني، ولد في 20 نوفمبر 1925 في مونتفيدو في الأوروغواي، وتوفي في 15 أبريل 2014. حزبياً، نشط في الجبهة العريضة ‏.